# Groovy
Groovy ist eine Programmiersprache und Skriptsprache, die dynamische und statische Typisierung unterstützt. Sie zählt zu den Sprachen, die auf der Java Virtual Machine ausgeführt werden, was eine Verfügbarkeit für viele Plattformen wie insbesondere Linux, macOS und Windows ermöglicht. Das Design-Ziel des ursprünglichen Entwicklers James Strachan bestand darin, eine „geschliffene“ Fassung der Java-Syntax mit den Konzepten von Ruby zu verbinden.
Groovy besitzt einige Fähigkeiten, die in Java nicht vorhanden sind: Native Syntax für Maps, Listen und Reguläre Ausdrücke, ein einfaches Templatesystem, mit dem HTML- und SQL-Code erzeugt werden kann, eine XQuery-ähnliche Syntax zum Ablaufen von Objektbäumen, Operatorüberladung und eine native Darstellung für BigDecimal und BigInteger.
Groovy wird nicht wie andere Skriptsprachen über einen interpretierten Abstract Syntax Tree ausgeführt, sondern vor dem Ablauf eines Skripts direkt in Java-Bytecode übersetzt. Syntaktisch ist Groovy viel weiter von Java entfernt als BeanShell, dafür aber viel näher zu Ruby und Python.
Groovy wird aufgrund der einfachen Handhabung von BigDecimal unter anderem im Finanzbereich eingesetzt. Groovy gilt als besser integriert als die meisten anderen Skriptsprachen auf der JVM. Dies ermöglicht eine einfache Nutzung bestehender Bibliotheken oder die Nutzung von Groovy-Objekten und -Klassen in Java.
Das Projekt wurde 2003 gestartet. Groovy wurde 2004 als JSR 241 in den Java Community Process zur Standardisierung aufgenommen. Der ursprünglich von James Strachan ins Leben gerufene JSR wird von Guillaume Laforge geführt, der auch Projektleiter des Implementierungsprojektes ist. Lange vor der Anfang 2007 erschienenen Version 1.0 von Groovy wechselte Strachan zu ActiveMQ. 2015 wurde Groovy als Incubator-Projekt der Apache Software Foundation aufgenommen.
Für Groovy existieren Plugins für Eclipse, IntelliJ IDEA, NetBeans, Visual Studio Code, vim und Emacs.

## Beispiel
Der folgende kompakte, in dieser Form lauffähige Groovy-Skript-Quellcode
```
[
"Rod"
,
 
"Carlos"
,
 
"Chris"
].
each
 
{
 
println
 
it
 
}

```

entspricht diesem gekürzten Java-Code-Schnipsel, bei dem die Java-Methode fehlt, in der der Code ausgeführt werden muss:
```
List
.
of
(
"Rod"
,
 
"Carlos"
,
 
"Chris"
).
forEach
(
System
.
out
::
println
)

```